# Temporada 1955-1956 del RCD Espanyol
Dades de la Temporada 1955-1956 del RCD Espanyol.

## Fets Destacats
- 9 de setembre de 1955: Lliga: Espanyol 6 - Celta de Vigo 1[4]
- 13 de novembre de 1955: Lliga: Espanyol 4 - Atlètic de Madrid 1[5]
- 9 de febrer de 1956: Lliga: Reial Madrid 7 - Espanyol 1[6]
- 22 d'abril de 1956: Lliga: Espanyol 6 - Deportivo Alavés 0[7]
- 27 de maig de 1956: Copa: FC Barcelona 4 - Espanyol 4[8]

## Resultats i Classificació
- Lliga d'Espanya: Setena posició amb 31 punts (30 partits, 14 victòries, 3 empats, 13 derrotes, 50 gols a favor i 56 en contra).
- Copa d'Espanya: Eliminà el Sevilla FC a vuitens de final i el FC Barcelona a quarts, però fou vençut per l'Atlètic de Madrid a semifinals en un partit de desempat.

## Plantilla
| P   | Jugador                | Lliga | Lliga | Copa d'Espanya | Copa d'Espanya |
| P   | Jugador                | PJ    | G     | PJ             | G              |
| --- | ---------------------- | ----- | ----- | -------------- | -------------- |
| POR | Miquel Soler           | 20    | -39   | 1              | -1             |
| POR | Marcel Domingo         | 11    | -17   | -              | -              |
| POR | Josep Vicente          | 1     | -     | 7              | -11            |
| DEF | Agustí Faura           | 27    | 1     | 7              | 1              |
| DEF | Antoni Argilés         | 26    | -     | 7              | 1              |
| DEF | Cata                   | 22    | -     | 6              | -              |
| DEF | Josep Parra            | 13    | -     | 1              | -              |
| DEF | Salvador Gimeno        | 6     | -     | -              | -              |
| DEF | Joan Bartolí           | 1     | -     | -              | -              |
| MIG | Josep Maria Ruiz       | 27    | 8     | 1              | -              |
| MIG | David Casamitjana      | 26    | -     | 7              | -              |
| MIG | Oswaldo García         | 24    | 3     | 5              | -              |
| MIG | Emili Gàmiz            | 23    | 2     | 2              | -              |
| MIG | José Luis Piquín       | 7     | -     | 4              | 1              |
| MIG | Juan Bolinches         | 1     | -     | -              | -              |
| MIG | Lluís Muñoz            | -     | -     | 6              | 1              |
| MIG | Ángel De Tomás Aguirre | -     | -     | 2              | -              |
| MIG | José Sastre            | -     | -     | 2              | -              |
| MIG | Eduardo Vílchez        | -     | -     | -              | -              |
| DAV | Julià Arcas            | 26    | 14    | 7              | 6              |
| DAV | Josep Mauri            | 20    | 4     | -              | -              |
| DAV | Juan Moreno            | 17    | 4     | -              | -              |
| DAV | Paseiro                | 13    | 6     | -              | -              |
| DAV | Francesc Xavier Marcet | 10    | 1     | 6              | 1              |
| DAV | Juan Armando Benavídez | 9     | 5     | 6              | 1              |
| DAV | Antoni Cruellas        | 1     | -     | 1              | -              |
| DAV | Mariano Gargallo       | 1     | 1     | -              | -              |
| DAV | Quico Pérez            | -     | -     | -              | -              |
| DAV | Josep Davi             | -     | -     | -              | -              |